# 丁里长街道
丁里长街道，原为丁里长镇，是中华人民共和国山東省菏泽市郓城县下辖的一个乡镇级行政单位。，2019年7月，根据鲁政字〔2019〕125号撤镇设街道，区划代码更改为371725003。

## 行政区划
丁里长街道下辖以下地区：
鹿庄科村、富苑楼村、何垓村、佀垓村、史垓村、马垓村、魏楼村、王兵马集村、苑厂村、周垓村、东前营村、西前营村、张庄村、于南村、于北村、董厂村、后营村、李文清村、芦营村、晁庄村、石庄村、刘汉庄村、李院村、刘南庄村、单垓村、乔庄村、丁东村、丁南村、丁北村、孟庄村、南王庄村和张武屯村。